# 张黎 (1961年)
张黎（1961年10月—），女，汉族，河南济源人，中华人民共和国政治人物，曾任青海省妇女联合会主席、党组书记，青海省人民政府副省长。
2022年1月，当选青海省政协副主席。